# Список осіб, які підтримали Олега Сенцова
Список осіб, які підтримали Олега Сенцова — обмежений перелік осіб, зокрема діячів культури, науки та спорту, громадських діячів та політиків, а також представників інших сфер, які підтримали українського режисера Олега Сенцова, незаконно засудженого і ув'язненого в Росії. До списку входять особи, для яких існує підтвердження (документальне або за допомогою авторитетних джерел) їхньої заяви та які відповідають вимогам щодо створення про них статей у вікіпедії. Особи у списку подаються за сферами діяльності і в регіональному розрізі, в алфавітному порядку в межах окремих підрозділів статті.

## Діячі культури й мистецтва

### Кінематографісти та театральні діячі

#### В Україні
- Олена Алимова (акторка)[1]
- Віктор Андрієнко (актор, режисер)[2].
- Олена Апчел (режисерка, сценаристка)[3]
- Лариса Артюгіна (кінорежисерка)[4]
- Роман Балаян (режисер, сценарист)[5]
- Станіслав Боклан (актор)[6]
- Роман Бондарчук (режисер)[7]
- Валентин Васянович (режисер, сценарист)[5]
- Олексій Вертинський (актор)[8]
- Ірма Вітовська (акторка, продюсерка, громадська діячка)[9]
- Наталія Ворожбит (драматург, режисер, сценаристка)[4][10][11]
- Марина Врода (кінорежисер)[4][12]
- Катерина Горностай (режисерка)[13]
- Олена Дем'яненко (кінорежисерка, продюсерка, сценаристка)[5]
- Наталя Доля (акторка театру і кіно)[14]
- В'ячеслав Довженко (актор)[15][16]
- Андрій Загданський (режисер, продюсер)[5]
- Римма Зюбіна (акторка)[17][18]
- Денис Іванов (продюсер, кінодистриб'ютор, телеведучий)[5]
- Пилип Іллєнко (актор, продюсер, Голова Державного агентства України з питань кіно)[16]
- Андрій Ісаєнко (актор)[19]
- Олена Каретник (кінорежисерка, сценаристка)[5]
- Поліна Кельм (сценаристка, режисерка)[20]
- Геннадій Кофман (режисер, продюсер, журналіст)[5]
- Людмила Лемешева (кінокритик, кінознавець, сценарист)[5]
- Сергій Лозниця (режисер)[21][22]
- Сергій Маслобойщиков (графік, сценограф, режисер)[5][18]
- Аркадій Непиталюк (актор, режисер, сценарист)[5]
- Марися Нікітюк (сценаристка, режисерка)[23]
- Ярослав Пілунський (кінооператор)[24]
- Сергій Проскурня (театральний режисер, продюсер)[18][25]
- Григорій Решетнік (телеведучий, актор, режисер, диктор, шоумен, громадський діяч)[26]
- Ада Роговцева (акторка театру та кіно)[27]
- Олесь Санін (кінорежисер, актор, оператор, продюсер, музикант, скульптор)[16]
- Адріан Сахалтуєв (художник-мультиплікатор, продюсер, режисер)[5]
- Іванна Сахно (акторка)[28]
- Ахтем Сеітаблаєв (режисер)[29][30]
- Юлія Сінькевич (продюсер)[31]
- Мирослав Слабошпицький (кінорежисер)[5]
- Яніна Соколова (телеведуча, акторка)[5][18]
- Майя Степанова (кінооператорка)[5]
- Наталя Сумська (акторка, телеведуча)[11]
- Дмитро Сухолиткий-Собчук (сценарист, режисер)[5]
- Володимир Тихий (кінорежисер)[32][33][34]
- Дмитро Томашпольський (кінорежисер, сценарист, продюсер)[5]
- Сергій Тримбач (голова Спілки кінематографістів України)[18][35]
- Олексій Тритенко (актор)[5]
- Влад Троїцький (актор, режисер, драматург, телеведучий)[36]
- Олег Фіалко (кінорежисер, сценарист)[5]
- Анатолій Хостікоєв (актор)[37]
- Олег Чорний (сценарист, кінорежисер, медіа-художник)[5]
- Олександр Шпилюк (кінокритик)[5]
- Роман Ясіновський (актор)[19]

#### В Російській Федерації
- Юлія Ауг (актриса, режисер)[38].
- Лія Ахеджакова (акторка)[39]
- Валерій Балаян (режисер, сценарист)[5]
- Гаррі Бардін (аніматор)[40]
- Павло Бардін (режисер)[5]
- Олександр Гельман (драматург, сценарист)[41]
- Володимир Двінський (кінорежисер, продюсер)[5]
- Андрій Звягінцев (режисер)[42][43]
- Олександр Зельдович (режисер, сценарист)[5]
- Світлана Каминіна (акторка)[44]
- Олена Коренєва (акторка)[45]
- Віктор Косаковський[en] (режисер)[46]
- Аскольд Куров (режисер)[4][47]
- Костянтин Лопушанський (кінорежисер, сценарист)[5]
- Віталій Манський (режисер, сценарист, продюсер)[5]
- Микита Міхалков (режисер)[35]
- Володимир Мірзоєв (режисер)[48]
- Михайло Ордовський (режисер-постановник, сценарист)[18]
- Олексій Попогребський (кінорежисер, сценарист)[49]
- Андрій Прошкін (кінорежисер, сценарист)[5]
- Марина Разбєжкіна (кінорежисер, сценарист)[5]
- Тетяна Рудіна (актриса)[5]
- Олексій Симонов (письменник, кінорежисер)[41]
- Олександр Сокуров (режисер)[21]
- Максим Суханов (актор)[50]
- Валерій Тодоровський (сценарист, режисер, продюсер, актор)[5]
- Михайло Угаров (раматург, режисер, сценарист)[5]
- Олександр Філіппенко (актор)[51]
- Павло Фінн (кіносценарист, актор)[5]
- Чулпан Хаматова (акторка)[52]
- Борис Хлєбніков (кінорежисер, сценаріст)[5]
- Євген Циганов (актор)[44]
- Ігор Ясулович (актор)[53]
- Олександр Яценко (актор)[44]

#### У ЄС
- Домінік Абель (Бельгія) (актор, режисер, сценарист, продюсер)[43]
- Мішель Азанавічус (Франція) (режисер)[43][54][55]
- Фатіх Акін (Німеччина) (кінорежисер)[5]
- Педро Альмодовар (Іспанія) (режисер)[56]
- Андерс Т. Андерсен[no] (Норвегія) (актор, кінорежисер)[5]
- К'єлл-Оке Андерсон[sv] (Швеція) (сценарист та режисер)[57]
- Петер Беб'як (Словаччина) (кінорежисер, продюсер, сценарист)[58]
- Бібіана Беглау (Німеччина) (актриса)[5]
- Марко Беллокйо (Італія) (кінорежисер, сценарист, актор, кінопродюсер)[43]
- Люка Бельво (Бельгія) (актор, режисер, сценарист)[43][59]
- Роберто Беніньї (Італія) (актор, режисер)[5]
- Іріс Бербен[en] (Німеччина) (акторка)[60]
- Тома Бідеґен (Франція) (кіносценарист, актор, режисер, продюсер)[43]
- Ксав'є Бовуа (Франція) (актор, режисер, сценарист)[43][59]
- Бертран Бонелло (Франція) (режисер, сценарист, продюсер, композитор)[43][59]
- Катрін Брейя (Франція) (режисерка, актриса, письменниця)[5]
- Стефан Брізе (Франція) (кінорежисер, сценарист, продюсер, актор)[5]
- Даніель Брюль (Німеччина) (актор)[61]
- Янець Бургер[sl] (Словенія) (кінорежисер)[5]
- Анджей Вайда (Польща) (режисер)[56]
- Крістоф Вальц (Австрія) (актор)[62]
- Кшиштоф Варліковський (Польща) (режисер)[54]
- Режис Варньє (Франція) (кінорежисер, сценарист, актор, продюсер)[43]
- Вім Вендерс (Німеччина) (режисер)[56]
- Наомі Воттс (Велика Британія, Австралія) (акторка, продюсер, посол доброї волі ООН)[62]
- Марцін Врона (Польща) (режисер, сценарист, продюсер, актор)[5]
- Даріуш Ґаєвський (Польща) (кінорежисер, сценарист, продюсер)[5]
- Луї Гаррель (Франція) (актор, сценарист, кінорежисер)[63]
- Філіпп Гаррель (Франція) (актор, кінорежисер, сценарист, продюсер)[43]
- Ніколь Гарсія (Франція) (акторка, кінорежисерка, сценаристка)[43]
- Робер Гедігян (Франція) (кінорежисер, сценарист, продюсер)[43][59]
- Ендрю Гейг (Велика Британія) (кінорежисер, сценарист, продюсер)[43]
- Рафаель Глюксманн (Франція) (режисер)[63]
- Жан-Люк Годар (Франція) (кінорежисер, актор, сценарист, продюсер)[55][64]
- Агнешка Голланд (Польща) (режисерка)[21]
- Ален Гоміс (Франція, Сенегал) (кінорежисер, сценарист, кінопродюсер)[36]
- Єжи Гоффман (Польща) (режисер)[5]
- Райко Грлич (Хорватія) (режисер, продюсер)[5]
- Брати Дарденн (Бельгія) (режисери)[5][43]
- Жан-П'єр Дарруссен (Франція) (актор, режисер)[43]
- Клер Дені (Франція) (кінорежисерка, сценаристка)[43]
- Арно Деплешен (Франція) (кінорежисер, сценарист)[36][43]
- Жако ван Дормель (Бельгія) (кінорежисер, сценарист, продюсер, актор)[5][43]
- Ірен Жакоб (Франція) (акторка)[65]
- Аньєс Жауї (Франція) (акторка, режисерка, сценаристка)[5][43]
- Раду Жуде (Румунія) (кінорежисер, сценарист)[5]
- Анджей Жулавський (Польща) (кінорежисер, сценарист, письменник, актор)[5]
- Кшиштоф Зануссі (Польща) (режисер)[56]
- Рошді Зем (Франція) (кіноактор, кінорежисер, сценарист)[43]
- Ребекка Злотовськи (Франція) (кінорежисерка, сценаристка, акторка)[5][43]
- Ален Кавальє (Франція) (кінорежисер, сценарист, кінооператор)[43]
- Робен Кампійо (Франція) (сценарист, режисер)[43][59]
- Седрік Кан (Франція) (кінорежисер, сценарист, актор)[43]
- Лоран Канте (Франція) (кінорежисер, сценарист)[43][59]
- Леос Каракс (Франція) (кінорежисер, сценарист, актор)[43]
- Акі Каурісмякі (Фінляндія) (режисер)[43][56]
- Катель Кілевере (Франція) (кінорежисерка, сценаристка)[5][43]
- Седрік Клапіш (Франція) (кінорежисер, актор, продюсер, сценарист)[43][59]
- Катрін Корсіні (Франція) (кінорежисерка, сценаристка, акторка)[43][59]
- Жерар Кравчик (Франція) (кінорежисер)[43][59]
- Антоні Краузе (Польща) (кінорежисер)[5]
- Жан-Марі Лар'є (Франція) (кінорежисер, сценарист)[5]
- Аліна Левшин (Німеччина) (акторка)[5]
- Себастьєн Ліфшиц (Франція) (кінорежисер, сценарист, актор)[43]
- Кен Лоуч (Велика Британія) (режисер)[5][43][55]
- Януш Маєвський (Польща) (кінорежисер, актор, художник, сценарист)[5]
- Урсула Маєр (Франція, Швейцарія) (кінорежисерка, сценаристка, кінопродюсер, акторка)[43]
- Карл Марковіц (Австрія) (актор)[5]
- Мануель Мартін Куенка[es] (Іспанія) (кінорежисер, сценарист)[5]
- Тоні Маршалл (Франція) (акторка, кінорежисер, сценаристка, продюсер)[36]
- Мохсен Махмальбаф (Іран) (кінорежисер)[66], Асоціація режисерів Франції[67]
- Юліуш Махульський (Польща) (режисер, сценарист, продюсер, актор)[5]
- Марія Меріль (Франція) (акторка, письменниця, продюсер)[59]
- Фелікс Моаті (Франція) (актор, кінорежисер та сценарист)[68]
- Домінік Молль (Франція) (кінорежисер, сценарист)[43]
- Нанні Моретті (Італія) (кінорежисер, продюсер, актор)[43]
- Крістіан Мунджіу (Румунія) (кінорежисер, сценарист, продюсер)[5][43]
- Катеріна Муріно (Італія) (акторка)[5]
- П'єр Ніне (Франція) (актор, режисер та сценарист)[68]
- Жак Одіар (Франція) (режисер, сценарист)[43][59]
- Франсуа Озон (Франція) (кінорежисер, сценарист)[43]
- Данієль Ольбрихський (Польща) (актор)[56]
- Уберто Пазоліні (Італія) (кінопродюсер, кінорежисер)[5]
- Арно де Пальєр (Франція) (кінорежисер, сценарист)[43][59]
- Крістіан Петцольд (Німеччина) (кінорежисер, сценарист)[43]
- Вентура Понс[es] (Іспанія) (кінопродюсер, кінорежисер)[5]
- Мартін Провост[fr] (Франція) (кінорежисер, актор, сценарист)[5]
- Едгар Райт (Велика Британія) (кінорежисер, сценарист, актор, кінопродюсер)[43]
- Жан-Поль Раппно (Франція) (кінорежисер, сценарист)[43]
- Лінн Ремсі (Велика Британія) (кінорежисерка, сценаристка, продюсер, кінооператор)[43]
- Філіп Ремунда (Чехія) (режисер, продюсер)[5]
- Крістоф Ружжіа[fr] (Франція) (режисер)[63]
- Ян Сверак (Чехія) (кінорежисер, сценарист, актор, кінопродюсер)[5]
- Анджей Северин (Польща) (актор, кінорежисер)[5]
- Стеллан Скашгорд (Швеція) (актор)[5]
- Єжи Сколімовський (Польща) (режисер, сценарист, актор, поет, художник)[5]
- Селін Ск'ямма (Франція) (кінорежисерка, сценаристка)[5][43]
- Войцех Смажовський (Польща) (театральний та кінорежисер, сценарист)[5]
- Йос Стеллінг (Нідерланди) (режисер, сценарист)[5]
- Том Стоппард (Велика Британія) (драматург, кінорежисер)[69]
- Патрік Стюарт (Велика Британія) (актор)[70].
- Бертран Таверньє (Франція) (режисер)[43][56]
- Том Тиквер (Німеччина) (режисер, сценарист, композитор)[5]
- Жустін Тріє (Франція) (кінорежисерка, сценаристка, монтажерка, акторка)[43]
- Фін Трох (Бельгія) (кінорежисерка, сценаристка, продюсер)[5]
- Фернандо Труеба (Іспанія) (кінорежисер, сценарист)[43]
- Жак Фанстен[fr] (Франція) (кінорежисер, сценарист, продюсер)[71]
- Леа Фенер (Франція) (кінорежисерка, сценаристка)[5][43]
- Паскаль Ферран (Франція) (кінорежисерка, сценаристка)[5][43]
- Еммануель Фінкель (Франція) (режисер)[63]
- Філіпп Фокон (Франція) (кінорежисер, сценарист, продюсер)[43][59]
- Етьєн Фор (Франція) (кінорежисер, сценарист, продюсер)[59]
- Маргарете фон Тротта (Німеччина) (акторка, кінорежисерка, сценаристка)[5][43][55]
- Ганна Шигулла (Німеччина) (кіноакторка, співачка)[5]
- Фолькер Шльондорф (Німеччина) (режисер)[56]
- Барбет Шредер (Франція) (кінорежисер, сценарист, продюсер)[43]
- Єжи Штур (Польща) (актор, режисер, педагог, письменник)[5]
- Пйотр Шулькін (Польща) (кінорежисер, сценарист, письменник, актор)[5]
- Малгожата Шумовська (Польща) (кінорежисерка, сценаристка, продюсерка)[5][62]
- Ізабель Юппер (Франція) (акторка)[72]
- Даріуш Яблонський (Польща) (кінорежисер, продюсер, сценарист)[5][73]
- Віт Янечек (Vít Janeček) (Іспанія) (кінорежисер-документаліст)[74][75]

#### У світі
- Тайка Вайтіті (Нова Зеландія) (кінорежисер, сценарист, актор, продюсер)[62]
- Дені Вільнев (Канада) (режисер, сценарист)[43]
- Апічатпон Вірасетакул (Таїланд) (кінорежисер, сценарист, продюсер)[43]
- Бруно Ганц (Швейцарія) (актор)[5]
- Тодд Гейнс (США) (кінорежисер, сценарист, продюсер)[43]
- Фіона Гордон (Канада) (акторка, режисерка, продюсер, сценаристка)[43]
- Гільєрмо дель Торо (Мексика) (кінорежисер, сценарист, продюсер, письменник)[62]
- Джонні Депп (США) (актор)[76]
- Джордж Клуні (США) (актор, режисер, продюсер, сценарист)[43]
- Дені Коте (Канада) (кінорежисер, сценарист, продюсер, кінокритик)[43]
- Девід Кроненберг (Канада) (актор, кінорежисер)[43][55]
- Альфонсо Куарон (Мексика) (кінорежисер, сценарист, продюсер)[43]
- Брюс Лабрюс (Канада) (актор, письменник, фотограф, режисер)[43]
- Майкл Манн (США) (кінорежисер, продюсер, сценарист)[43]
- Сесилія Рот (Аргентина) (акторка)[5]
- Меріл Стріп (США) (акторка)[77]
- Йоакім Трієр (Данія) (кінорежисер, сценарист)[5][43]
- Вільям Фрідкін (США) (режисер, сценарист)[43]

### Письменники, поети, журналісти, публіцисти, перекладачі, редактори та видавці

#### В Україні
- Вікторія Амеліна (письменниця)[4][78]
- Іван Андрусяк (поет, письменник, літературний критик, перекладач)[4]
- Софія Андрухович (письменниця, перекладачка, публіцистка)[36]
- Юрій Андрухович (поет, прозаїк)[4][18][22]
- Аркадій Бабченко (журналіст, прозаїк)[79]
- Марк Бєлорусець (перекладач)[4]
- Андрій Бондар (поет, публіцист, перекладач)[4]
- Катерина Ботанова (публіцистка, арт-критик, перекладачка)[4]
- Лариса Брюховецька (кінокритик, кінознавець)[5]
- Роман Вертельник (критик, літературознавець, перекладач)[80]
- Олександр Вільчинський (прозаїк, журналіст, науковець)[4]
- Роман Вінтонів (тележурналіст, актор, сценарист, музикант)[81]
- Тарас Возняк (культуролог, політолог, головний редактор Незалежного культурологічного журналу «Ї», генеральний директор Львівської національної галереї мистецтв імені Бориса Возницького)[18]
- Володимир Войтенко (кінознавець)[5]
- Павло Вольвач (письменник)[4]
- Ольга Герасим'юк (журналістка)[4]
- Оксана Гутцайт (журналістка, радіо- і телеведуча)[82]
- Тетяна Даниленко (тележурналістка)[83]
- Лариса Денисенко (письменниця, адвокат, правозахисник, телеведуча)[11][84]
- Дмитро Десятерик (кінокритик, член FIPRESCI)[85]
- Іван Дзюба (літературознавець, літературний критик, громадський діяч, дисидент)[18]
- Віта Євтушина (телеведуча, журналістка)[31]
- Марія Єфросініна (телеведуча, громадський діяч)[82]
- Сергій Жадан (письменник, поет)[4][18][22][86]
- Богдан Жолдак (письменник, сценарист, драматург)[4]
- Оксана Забужко (письменниця, поетеса, есеїстка)[4]
- Юрій Іздрик (прозаїк, поет, культуролог)[87]
- Павло Казарін (журналіст, публіцист, філолог)[88]
- Катерина Калитко (поетеса, перекладачка)[89]
- Ірена Карпа (письменниця)[90][91]
- Максим Кідрук (письменник)[4]
- Микола Княжицький (журналіст, депутат, телеведучий, кінопродюсер, керівник у медіа-сфері)[18]
- Марта Коломиєць (жкрналістка, директорка Програми імені Фулбрайта в Україні)[34]
- Вікторія Колтунова (письменниця, сценарист, драматург, публіцист, громадський діяч)[5]
- Ліна Костенко (письменниця, поетеса-шістдесятниця)[18]
- Галина Крук (поетеса, літературознавець, перекладачка, член Асоціації українських письменників)[84]
- Дмитро Кузьменко (письменник)[4]
- Андрій Курков (письменник, журналіст, кіносценарист)[8][18]
- Мирослав Лаюк (письменник)[4][84]
- Юрій Луканов (журналіст, громадський діяч)[4]
- Андрій Любка(письменник)[92]
- Юрій Макаров (журналіст, телеведучий, документаліст, письменник)[18][93]
- Іван Малкович (поет, видавець)[18][94]
- Олеся Мамчич (письменниця, перекладачка)[4]
- Богдана Матіяш (поетка, редакторка, перекладачка, літературний критик)[18]
- Юрій Мінзянов (тележурналіст, телепродюсер)[5]
- Катерина Міхаліцина (письменниця, перекладачка, редакторка)[84]
- Айдер Муждабаєв (журналіст, заступник директора кримськотатарського телеканалу ATR)[95]
- Юлія Мусаковська (поетеса, перекладачка)[4]
- Антін Мухарський (письменник, актор, телеведучий)[96]
- Неда Неждана (поетеса, драматург, журналістка)[97]
- Катерина Осадча (журналістка, телеведуча, фотомодель)[98]
- Олег Панюта (журналіст, телеведучий)[31]
- Оксана Пахльовська (письменниця, культуролог)[18]
- Артем Полежака (поет)[99]
- Віталій Портников (публіцист, письменник, журналіст, оглядач радіо «Свобода»)[84][100]
- Микола Рябчук (журналіст, письменник, поет, перекладач, колумніст)[4][18]
- Мар'яна Савка (поетеса, дитяча письменниця, літературознавець, публіцист)[4][18]
- Любов Сирота (поетеса, публіцист, прозаїк, перекладач, драматург)[4]
- Вадим Скуратівський (мистецтвознавець, історик, літературознавець, публіцист)[5]
- Ірина Славінська (журналістка, ведуча, перекладачка, літературознавиця, громадська діячка)[18][84]
- Остап Сливинський (поет, перекладач, літературознавець)[4][84]
- Наталя Сняданко (письменниця)[84]
- Борис Соколов (історик, публіцист)[41]
- Елеонора Соловей (літературний критик, літературознавець)[18]
- Ірина Старовойт (літературознавиця, поетеса, перекладачка)[84]
- Марія Старожицька (журналістка, письменниця, кінорежисерка)[101]
- Дмитро Стус (письменник, літературознавець, редактор)[18]
- Олена Стяжкіна (письменниця, публіцистка, історик)[18][84]
- Людмила Таран (поетеса, прозаїк, літературознавець, журналістка)[4]
- Галина Ткачук (письменниця, літературознавиця)[4]
- Сергій Томіленко (журналіст, редактор, громадський діяч)[102]
- Борис Херсонський (поет, перекладач, психолог, психіатр)[4][18][103]
- Ірина Цілик (письменниця, режисер)[104]
- Артем Чапай (письменник, перекладач, репортер)[4]
- Юрій Щербак (письменник, сценарист, публіцист, політик, діяч екологічного руху, дипломат, лікар-епідеміолог)[18]
- Любов Якимчук (поетеса, прозаїк, сценарист)[4]

#### В Російській Федерації
- Борис Акунін (письменник)[105]
- Микола Александров (літературознавець)[41]
- Олександр Архангельський [ru] (літературознавець, літературний критик, письменник, публіцист, телеведучий)[106]
- Анна Берсенєва (письменниця, сценарист)[107]
- Дмитро Биков (поет)[108]
- Юрій Богомолов (кінокритик)[5]
- Алла Боссарт (письменниця)[41]
- Аліна Вітухновська (поетеса)[41]
- Володимир Войнович (письменник)[41]
- Сергій Гандлєвський (поет, прозаїк)[41]
- Антон Долин (журналіст, кінокритик)[5]
- Верніка Долина (поетеса, бард)[41]
- Ольга Дробот (перекладач)[41]
- Костянтин Еггерт[ru] (журналіст, публіцист, теле- і радіоведучий, головний редактор московського бюро Російської служби ББС)[109]
- Ніна Зархі (кінокритик)[5]
- Ігор Іртеньєв (поет)[41]
- Ніна Катерлі (письменниця)[41]
- Андрій Орлов (поет)[110]
- Сергій Пархоменко (журналіст, видавець)[41][111]
- Григорій Пасько (військовий журналіст, поет, правозахисник-еколог, політичний в'язень)[112]
- Андрій Плахов (кінокритик)[41]
- Наталія Соколовська (прозаїк, поет, перекладач)[41]
- Сергій Стратановський (поет)[41]
- Діляра Тасбулатова (журналістка, кінокритик)[5]
- Людмила Улицька (письменниця)[105]
- Олена Чижова (письменниця)[41]
- Віктор Шендерович (письменник)[105][113]
- Ольга Шервуд (журналістка, кінокритик)[5]
- Аркадій Шпитель (поет, перекладач, критик)[4]
- Валерій Шубинський (письменник, журналіст)[41]

#### У ЄС
- Крістіан Аманпур (Велика Британія) (журналістка)[70]
- Яцек Бохенський (Польща) (прозаїк, есеїст, публіцист, перекладач)[5]
- Бернар Вербер (Франція) (письменник)[36]
- Ален Гіймоль (Франція) (журналіст, письменник)[36]
- Януш Гловацький (Польща) (прозаїк, драматург, сценарист)[5]
- Дельфін де Віган (Франція) (письменниця)[36]
- Майліс де Керангаль (Франція) (письменниця)[114]
- Лешек Енгелькінг (Польща) (поет, прозаїк, перекладач, літературний критик, літературознавець)[5]
- Володимир Камінер (Німеччина) (письменник)[22]
- Дітер Косслік (Німеччина) (кінокритик, журналіст)[5]
- Майк Лі (Велика Британія) (письменник, режисер)[5]
- Едвард Лукас (Велика Британія) (журналіст, публіцист)[4]
- Ієн Мак'юен (Велика Британія) (письменник, сценарист)[70]
- Герта Мюллер (Румунія) (письменниця).[54][115]
- Малгожата-Кароліна Пєкарська (Польща) (письменниця, журналістка)[5]
- Катерина Петровська (Німеччина) (письменниця)[4][22]
- Евстахій Рильський (Польща) (прозаїк, драматург, режисер)[5]
- Салман Рушді (Велика Британія) (письменник, критик)[70]
- Жером Феррарі (Франція) (письменник, перекладач)[36]
- Савік Шустер (Канада, Італія, Україна) (журналіст)[116]

#### У світі
- Чімаманда Нґозі Адічі (Нігерія) (письменниця)[70]
- Світлана Алексієвич (Білорусь) (лауреат Нобелівської премії з літератури)[105]
- Дорж Бату (США) (журналіст, письменник)[117]
- Ольгерд Бахаревич (Білорусь) (письменник і перекладач)[118]
- Лідія Девіс (США) (письменниця)[70]
- Марія Гессен (США, Росія) (письменниця, журналістка)[119]
- Джон Грін (США) (письменник, відеоблогер)[70]
- Лев Ґроссман (США) (письменник, журналіст)[70]
- Енн Епплбом (США, Польща) (історик, письменниця, журналістка)[4]
- Луїз Ердріч (США) (письменниця, поетеса)[70]
- Маргарет Етвуд (Канада) (письменниця, поетеса)[70]
- Стівен Кінг (США) (письменник, сценарист)[120]
- Джон Максвелл Кутзее (Австралія) (письменник)[70]
- Джонатан Летем (США) (письменник)[70]
- Джонатан Літтель (США, Франція) (письменник)[121][122]
- Володимир Орлов (Білорусь) (історик, есеїст, поет, віце-президент Білоруського ПЕН-клубу)[118]
- Пол Остер (США) (письменник)[70]
- Джордж Юрій Райт (США, Росія) (письменник, поет)[4]
- Еліс Сіболд (США) (письменниця)[70]
- Андрій Хаданович (Білорусь) (поет, прекладач)[4]
- Деніел Хендлер (США) (письменник, журналіст)[70]
- Майкл Шабон (США) (письменник, кіносценарист)[70]

### Інші митці та діячі культури

#### В Україні
- Антон Байбаков (композитор, звукорежисер)[5]
- Матвій Вайсберг (живописець, графік, художник книги)[18]
- Святослав Вакарчук (співак)[123][124]
- Володимир Гронський (композитор)[5]
- ДахаБраха (гурт)[4][125]
- Борис Єгіазарян (художник)[18]
- Андрій Єрмоленко (художник, ілюстратор, дизайнер)[126]
- Володимир Зеленський (шоумен, сценарист, актор)[127][128]
- Олександра Кольцова (співачка)[8]
- Мирослав Кувалдін (співак, музикант, телеведучий)[129]
- Сергій Кузін (співак, радіоведучий)[31]
- Олег Михайлюта (співак)[11]
- Олександр Положинський (музикант, співак, шоумен, радіоведучий)[83][130]
- Віктор Придувалов (кліпмейкер)[131]
- Микола Рідний (художник)[8]
- Олександр Ройтбурд (художник, директор Одеського художнього музею)[18]
- Іван Семесюк (художник, письменник, музикант, культурний діяч, блогер, арт-куратор)[132]
- Олександр Сидоренко (Фоззі) (співак)[31]
- Марина Скугарєва (художниця)[4]
- Христина Соловій (співачка)[31]
- Олег Тістол (художник)[4]
- Андрій Хливнюк (співак)[8][133][134]
- Олександр Чекменьов (фотограф)[36]
- Олександр Чемеров (рок-музикант, композитор, продюсер, поет)[135]
- ЯрмаК (реп-виконавець)[136]

#### В Російській Федерації
- Андрій Більжо (художник, гуморист)[5]
- Борис Гребенщиков (музикант, співак)[137]
- Андрій Макаревич (музикант, співак)[138]
- Євген Мітта[ru] (художник, актор)[139]
- Петро Павленський (художник-акціоніст)[140]

#### У ЄС
- Ґжегож Дарон[pl] (Польща) (музикант, композитор)[73]
- Луї Крельє[fr] (Франція) (композитор)[141]
- Сиріл Морін[fr] (Франція) (композитор)[141]
- Станіслав Радван[pl] (Польща) (композитор)[73]
- Збігнев Рай[pl] (Польща) (композитор)[5]

#### У світі
- Марджан Сатрапі (Іран, Франція) (художниця, ілюстраторка, авторка коміксів, сценаристка і кінорежисерка)[43]
- Патті Сміт (США) (співачка)[70]
- Алек Сот (США) (фотограф)[70]

## Науковці

### В Україні
- Гульнара Бекірова (історик, член українського ПЕН-клубу)[142]
- Євген Бистрицький (філософ)[18]
- Ярослав Грицак (історик, публіцист)[4]
- Ігор Дзеверін (біолог)[4]
- Володимир Єрмоленко (філософ, есеїст, перекладач)[4]
- Анатолій Карась (філософ)[4]
- Вахтанг Кебуладзе (філософ, спеціаліст з феноменології, публіцист, учасник гурту Джин)[18][84]
- Ігор Козловський (вчений, громадський діяч)[11][143]
- Наталія Марченко (науковець, письменниця, книгознавець, біографіст, літературний критик)[4]
- Костянтин Сігов (філософ, громадський діяч)[4][18]
- Максим Стріха (науковець, громадський та політичний діяч, перекладач, письменник)[4]
- Леонід Фінберг (соціолог)[4][18]
- Данило Яневський (історик, редактор, телеведучий, журналіст)[18]

### В Російській Федерації
- Сергій Абашин (історик)[41]
- Костянтин Азадовський (літературознавець)[41]
- Олександр Белавін (фізик)[41]
- Андрій Зубов (історик, релігієзнавець, політолог)[144]
- Борис Кац (культуролог)[41]
- Олексій Кондрашов (біолог)[41]
- Віра Мільчина (історик, перекладач)[41]
- Олександр Молдован (мовознавець)[41]
- Маріетта Чудакова (літературознавець, історик)[41]

### У ЄС
- Антуан Аржаковський (Франція) (історик, богослов)[4]
- Олександра Гнатюк (Польща) (дослідниця, українознавець, перекладачка)[4]
- Славой Жижек (Словенія) (філософ, культуролог)[54]
- Бруно Латур (Франція) (соціолог, філософ)[36]
- Едґар Морен (Франція) (соціолог, філософ)[36]
- Андреас Умланд (Німеччина) (політолог)[4]

### У світі
- Сергій Плохій (США) (професор української історії в Гарвардському університеті)[89]
- Тімоті Снайдер (США) (історик, письменник)[4]

## Політики, чиновники, громадські діячі

### В Україні
- Володимир Ар'єв (політик, журналіст, народний депутат України, Віце-Президент ПАРЄ)[145]
- Роман Безсмертний (політик, державний діяч, дипломат)[146]
- Борислав Береза (політик, громадський діяч)[147]
- Юрій Береза (військовик, підприємець, Народний депутат України, Почесний президент СК «Дніпро-1»)[148]
- Мар'яна Беца (правознавець, дипломат, Речниця МЗС України)[149]
- Сергій Борщевський (поет, перекладач, дипломат)[4]
- Максим Буткевич (правозахисник, журналіст, громадський діяч)[150]
- Ірина Геращенко (перший заступник голови ВРУ)[151]
- Семен Глузман (лікар-психіатр, правозахисник, колишній дисидент та політв'язень, президент Асоціації психіатрів України)[152][153]
- Іван Гнатишин (посол України в Молдові)[154]
- Олексій Гончаренко (політичний та громадський діяч, депутат Верховної Ради України VIII скликання)[155][156]
- Ганна Гопко (громадська діячка, журналістка, народний депутат України, голова Комітету Верховної Ради у закордонних справах)[157]
- Володимир Гройсман (прем'єр-міністр)[158]
- Людмила Денісова (Уповноважений Верховної Ради України з прав людини)[159][160][161].
- Мустафа Джемілєв (правозахисник, Народний депутат України,Уповноважений Президента України у справах кримськотатарського народу)[4][162][163]
- Володимир Єльченко (Постійний представник України в ООН)[164]
- Євген Захаров (правозихисник)[4][18]
- Йосиф Зісельс (громадський діяч, дисидент)[18]
- Геннадій Зубко (Віце-прем'єр-міністр України, міністр регіонального розвитку, будівництва та житлово-комунального господарства)[165]
- Павло Клімкін (Міністр закордонних справ України)[166]
- Олександра Коваль (громадський діяч, Президент ГО «Форум видавців»)[4]
- Іван Крулько (політичний та громадський діяч, народний депутат України)[167]
- Дмитро Кулеба (постійний представник України при Раді Європи)[168]
- Данило Лубківський (громадський діяч, дипломат)[4]
- Мирослав Маринович (правозахисник, публіцист, віце-ректор Українського Католицького Університету)[4][84][169]
- Геннадій Надоленко (Надзвичайний і Повноважний Посол України в Державі Ізраїль)[170]
- Мустафа Найєм (політичний діяч, депутат, журналіст)[4][11]
- Євген Нищук (Міністр культури України, актор)[171]
- Володимир Омелян (міністр інфраструктури України)[165]
- Валерій Пекар (підприємець, громадський діяч)[18]
- Євген Перебийніс (Надзвичайний і Повноважний Посол України)[172]
- Євген Перелигін (Надзвичайний і Повноважний Посол України в Італії)[4]
- Павло Петренко (Міністр юстиції України)[173]
- Наталія Попович (громадський і політичний діяч)[4]
- Петро Порошенко (Президент України)[174]
- Надія Савченко (політик)[175]
- Андрій Садовий (голова політичної партії «Об'єднання „Самопоміч“»,Міський голова Львова)[176]
- Артем Ситник (юрист, перший директор Національного антикорупційного бюро України)[157]
- Єгор Соболєв (журналіст, народний депутат України, заступник голови фракції Самопоміч у ВРУ)[148]
- Олена Сотник (правник, політик)[177]
- Уляна Супрун (Виконувач обов'язків міністра охорони здоров'я України)[178][179]
- Ахтем Чийгоз (заступник голови Меджлісу кримськотатарського народу, голова Бахчисарайського регіонального меджлісу, депутат Бахчисарайської районної ради)[180][181]
- Рефат Чубаров (Народний депутат України, Голова Меджлісу кримськотатарського народу, заступник Голови Ради представників кримськотатарського народу)[182]
- Олександр Щерба (Посол України в Австрії)[4][183]
- Арсеній Яценюк (політик, економіст, юрист. Прем'єр-міністр України з 27 лютого 2014 року по 14 квітня 2016 року)[184][185][186]

### В Російській Федерації
- Світлана Ганнушкіна (правозахисниця)[4]
- Дмитрій Гудков (політик, громадський діяч)[187]
- Гаррі Каспаров (тринадцятий чемпіон світу з шахів, шаховий літератор, політик, громадський діяч)[188]
- Олексій Навальний (політичний і громадський діяч)[189]
- Людмила Нарусова (історик, політичний діяч, член Ради Федерації)[190]
- Ілля Новіков (юрист, адвокат)[191][192][193]
- Євген Ройзман (Голова Єкатеринбурзької міської думи)[194]
- Зоя Свєтова[ru] (журналістка, правозахисниця)[195]
- Ксенія Собчак (політик, журналістка, шоувумен, телеведуча)[196]
- Григорій Явлінський (політик, економіст)[197]

### У ЄС
- Лінас Лінкявічюс (Литва) (міністр закордонних справ Литви)[198][199]
- Мігель Аріас Каньєте (Іспанія) (єврокомісар з питань енергетики та клімату)[200]
- Давід Ассулін[en] (Франція) (віце-президент Сенату)[65]
- Марілуїзе Бек (Німеччина) (політик, член Бундестагу, член Парламентської асамблеї Ради Європи)[4]
- Міхал Боні (Польща) (депутат Європейського парламенту)[201]
- Лех Валенса (Польща) (засновник профспілки «Солідарність», перший президент посткомуністичної Польщі)[202]
- Маргот Вальстрьом (Швеція) (Міністр закордонних справ Швеції)[203]
- Міхаель Ґалер[en] (Німеччина) (депутат Європарламенту)[89]
- Джеремі Гант (Велика Британія) (міністр закордонних справ)[204]
- Ребекка Гармс (Німеччина) (політик, документаліст)[4]
- Катрін Ґерінґ-Екардт (Німеччина) (Голова фракції партії «Союз 90/Зелені» у Бундестазі)[205]
- Арлем Дезір (Франція) (політик, представник ОБСЄ з питань свободи ЗМІ)[206]
- Марк Демесмакер (Бельгія) (Депутат Європарламенту)[207]
- Жозеф Доль (Франція) (президент Європейської народної партії)[208]
- Алан Дункан (Велика Британія) (політик, міністр з питань Європи)[209]
- Анн Ідальго (Франція) (політик, мер Парижа)[210][211][212]
- Тунне Келам (Естонія) (член Європейського парламенту)[213]
- Саймон Ковні (Ірландія) (міністр закордонних справ Ірландії)[214]
- Даніель Кон-Бендіт (Франція) (політик, депутат Європейського парламенту)[54]
- Вольфганг Кубики[en] (Німеччина) (віце-голова Бундестагу)[215]
- Вітаутас Ландсберґіс (Литва) (політик, державний і громадський діяч, вчений-музикознавець, публіцист)[216]
- Бернд Луке (Німеччина) (політик; вчений-економіст, професор макроекономіки. Депутат Європарламенту, колишній член, співзасновник і голова партії Альтернатива для Німеччини, колишній член ХДС)[217]
- Еммануель Макрон (Франція) (Президент Франції)[218]
- Адам Міхнік (Польща) (ромадсько-політичний діяч, журналіст, видавець, дисидент)[36]
- Джем Оздемір (Німеччина) (співголова федерального правління партії «Союз 90/Зелені» (2008–2018))[219]
- Тімо Сойні (Фінляндія) (лідер партії «Істинні фіни», депутат Європарламенту)[220]
- Філіпп де Сюремен (Франція) (дипломат)[36]
- Антоніо Таяні (Італія) (Голова Європейського парламенту)[221]
- Крістіан Тобіра (Франція) (економіст, політик)[63]
- Дональд Туск (Польща) (Голова Європейської Ради, колишній прем'єр-міністр Польщі)[222]
- Бернд Фабріциус (Німеччина) (член німецького Бундестагу)[223]
- Віктор Файнберг (Франція) (дисидент, філолог)[224]
- Пятрас Цідзікас[lt] (Литва) (громадський діяч, дисидент)[225]
- Сабіна Лойтгойссер-Шнарренбергер (Німеччина) (головна фігура соціально-ліберального крила німецької Вільної демократичної партії)[226]
- Яромир Штетина (Чехія) (член Європейського Парламенту)[227]

### У світі
- Джеймс Безан (Канада) (політик-консерватор, член Палати громад)[228]
- Роман Ващук (Канада) (дипломат, Надзвичайний і Повноважний Посол Канади в Україні)[229]
- Олесь Біляцький (Білорусь) (колишній політичний в'язень, керівник білоруського правозахисного центру «Весна»)[118]
- В'ячеслав Бортник (Білорусь) (громадський діяч, правозахисник, педагог, мовознавець та психолог. Секретар Ради Білоруської Народної Республіки)[118]
- Курт Волкер (США) (Спеціальний представник Державного департаменту США з питань України)[230][231]
- Джошуа Вонг Чі-Фун (Гонконг) (активіст, засновник та очільник громадського руху Scholarism, генеральний секретар політичної партії Demosistō. Лідер Революції парасольок)[232]
- Марі Йованович (США) (Надзвичайний і Повноважний посол США в Україні)[233]
- Марсі Каптур (США) (член Демократичної партії, представник 9-го округу штату Огайо у Палаті представників США)[234]
- Майкл Козак (США) (дипломат, надзвичайний і повноважний посол)[235]
- Теймураз Нішніанідзе (Грузія) (дипломат)[236]
- Гезер Нойєрт (США) (офіційний представник Державного департаменту США)[237][238]
- Майк Помпео (США) (державний секретар США)[239][240]
- Люк Фолі[en] (Австралія) (депутат парламенту штату Новий Південний Уельс)[241]
- Христя Фріланд (Канада) (міністр закордонних справ Канади)[242]
- Турбйорн Ягланд (Норвегія) (Генеральний секретар Ради Європи)[145][243]

## Спортсмени та діячі спорту
- Жозе Бозінгва (Португалія) (футболіст)[244]
- Олег Бойчишин (Україна) (футболіст, тренер «Карпат» (Львів))[245]
- Олександр Галкін (Росія) (шахіст)[246]
- Олексій Гуцуляк (Україна) (футболіст)[245]
- Марсель Десаї (Франція) (футболіст)[244]
- Віталій Кличко (Україна) (боксер, політик, громадський діяч, Київський міський голова)[244]
- Володимир Кличко (Україна) (професійний боксер, олімпійський чемпіон)[244]
- Євген Левченко (Україна) (футболіст)[244]
- Ірина Ліщинська (Україна) (легкоатлетка)[247]
- Євген Морозенко (Україна) (футболіст)[248]
- Артем Федецький (Україна) (футболіст)[245]
- Мар'ян Швед (Україна) (футболіст)[245]
- Андрій Шевченко (Україна) (футболіст, головний тренер збірної України)[244]
- Олександр Шовковський (Україна) (футболіст)[249]

## Інші відомі особи
- Валерій Ананьєв (Україна) (військовик, блогер, мандрівник)[250]
- Геннадій Афанасьєв (Україна) (активіст, український політв'язень у Росії)[251]
- Яків Дов Блайх (США) (головний рабин Києва та України, президент Об'єднання юдейських релігійних організацій України)[252]
- Борис (Ґудзяк) (США) (єпископ Української греко-католицької церкви)[253]
- Володимир Жемчугов (Україна) (український військовий, Герой України)[182]
- Саїд Ісмагілов (Україна) (муфтій Духовного управління мусульман України «Умма»)[254]
- Климент (Кущ) (Україна) (єпископ Української Православної Церкви Київського Патріархату)[255]
- Олександр Кольченко (Україна) (лівий активіст, анархіст, антифашист, студент, український політв'язень у Росії)[256]
- Ігор Малицький (вчений, колишній в'язень фашистських концтаборів, антифашистський діяч)[257]
- Леонід Остальцев (Україна) (військовик, засновник піцерії «Pizza Veterano»)[258]
- Олеся Островська-Люта (Україна) (арт-менеджер, куратор сучасного мистецтва, радниця міністра культури України)[259]
- Олександр Педан (Україна) (шоумен, телеведучий)[260]
- Михайло Ходорковський (Росія) (колишній голова компанії «ЮКОС», в'язень сумління)[261]